# Protestantyzm w Surinamie
Protestantyzm w Surinamie – jest jedną z czterech głównych grup religijnych w tym kraju, obok katolicyzmu, hinduizmu i islamu. Wyznawany przez 110 tysięcy wyznawców, obejmuje 21% populacji. Podobnie jak w innych krajach podzielony na szereg wyznań, wśród których przeważają: zielonoświątkowcy (9,7%), Bracia morawscy (7,5%), adwentyści dnia siódmego (1%), luteranie, kalwini i baptyści.
Początki protestantyzmu w Surinamie sięgają XVII wieku, kiedy to Holendrzy uczynili Surinam swoją kolonią i przynieśli kalwinizm i luteranizm.

## Statystyki

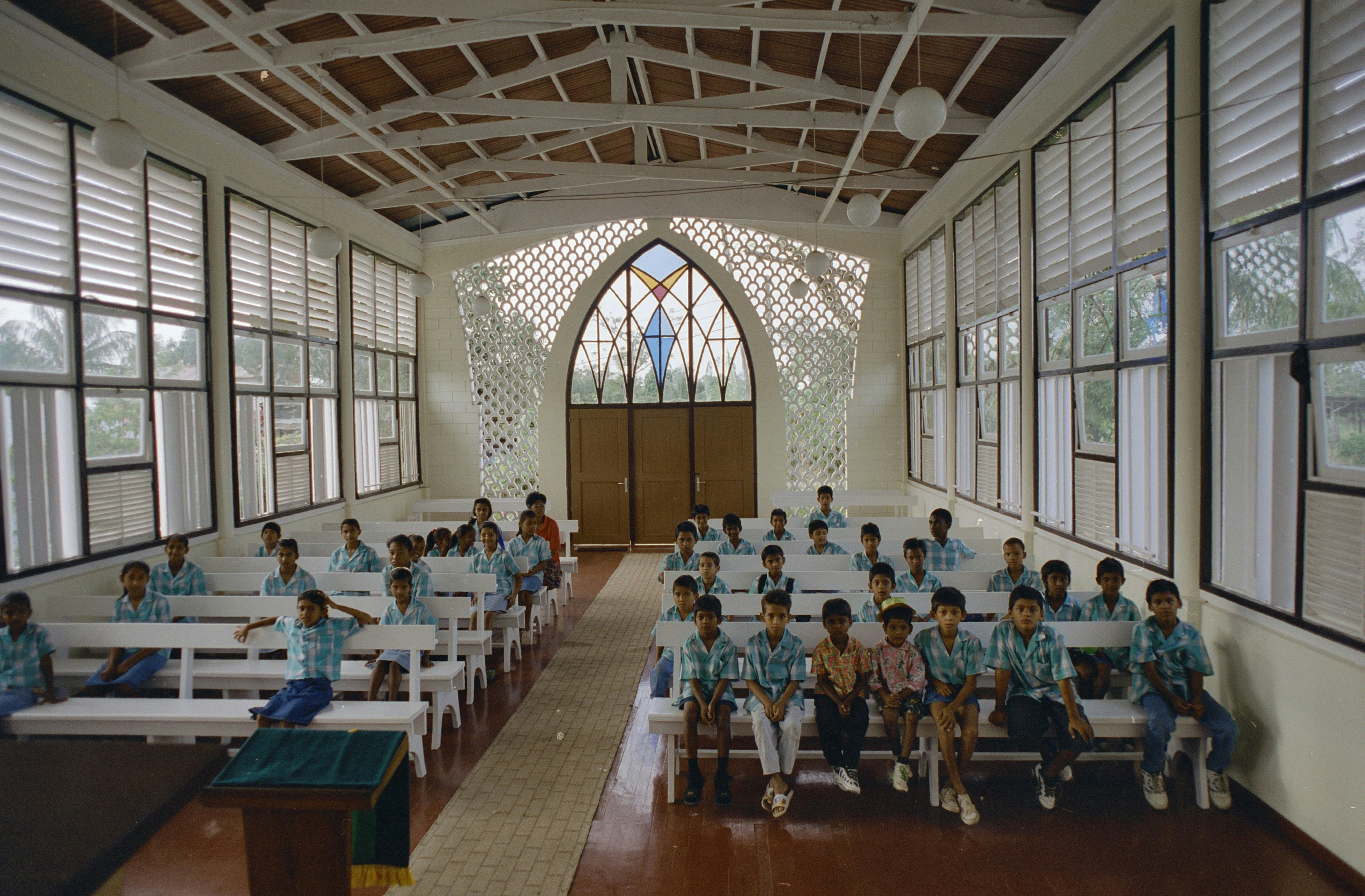
Wnętrze Kościoła Morawskiego

Największe denominacje protestanckie w Surinamie, w 2010 roku, według Operation World:
| Kościół                           | Liczba wiernych | Procent ludności |
| --------------------------------- | --------------- | ---------------- |
| Bracia morawscy                   | 40 000          | 7,5%             |
| Kościoły Pełnej Ewangelii         | 14 681          | 2,8%             |
| Gospel Center Suri                | 13 400          | 2,6%             |
| Kościół Adwentystów Dnia Siódmego | 5200            | 1,0%             |
| Gods Bazuin Ministries            | 5000            | 0,95%            |
| Kościół Ewangelicko-Luterański    | 4000            | 0,76%            |
| Kościół Reformowany               | 3800            | 0,72%            |
| Unia Baptystyczna                 | 3774            | 0,72%            |
| Independent Faith Mission         | 3090            | 0,59%            |
| Faith & Love Ministries           | 2505            | 0,48%            |
| Bribi Ministries International    | 2500            | 0,48%            |
| Foundation Christian Church       | 1086            | 0,21%            |